# 1890 na televisão

## Nascimentos
| Data            | Nome                | Profissão                          | Nacionalidade                    | Observações | Ref    |
| --------------- | ------------------- | ---------------------------------- | -------------------------------- | ----------- | ------ |
| 18 de fevereiro | Adolphe Menjou      | ator                               | Estados Unidos                   | m. 1963     | [ 1 ]  |
| 24 de fevereiro | Marjorie Main       | atriz                              | Estados Unidos                   | m. 1975     | [ 2 ]  |
| 11 de maio      | Margaret Rutherford | atriz                              | Estados Unidos                   | m. 1938     | [ 3 ]  |
| 18 de maio      | Mary Charleson      | atriz                              | Estados Unidos · Irlanda (nasc.) | m. 1961     | [ 4 ]  |
| 16 de junho     | Stan Laurel         | ator, escritor, diretor de cinema  | Reino Unido                      | m. 1965     | [ 5 ]  |
| 26 de junho     | Jeanne Eagels       | atriz                              | Estados Unidos                   | m. 1929     | [ 6 ]  |
| 20 de julho     | Verna Felton        | atriz e dubladora                  | Estados Unidos                   | m. 1966     | [ 7 ]  |
| 22 de agosto    | Cecil Kellaway      | ator                               | Reino Unido · África do Sul      | m. 1973     | [ 8 ]  |
| 6 de setembro   | Clara Kimball Young | atriz                              | Estados Unidos                   | m. 1960     | [ 9 ]  |
| 1 de outubro    | Alice Joyce         | atriz                              | Estados Unidos                   | m. 1960     | [ 10 ] |
| 1 de outubro    | Stanley Holloway    | ator e comediante                  | Inglaterra                       | m. 1982     | [ 11 ] |
| 2 de outubro    | Groucho Marx        | ator, comediante                   | Estados Unidos                   | m. 1977     | [ 12 ] |
| 5 de dezembro   | Fritz Lang          | cineasta, produtor cinematográfico | Áustria-Hungria                  | m. 1976     | [ 13 ] |

## Mortes
| Data | Nome | Profissão | Nacionalidade | Observações | Ref |
| ---- | ---- | --------- | ------------- | ----------- | --- |